# Inschrift von Surb Saak
Die Inschrift von Surb Saak befindet sich auf zwei nicht zusammenpassenden Bruchstücken einer Stele aus der armenischen Kirche Surb Saak in Van.
Vermutlich ist Bruchstück A der obere und Bruchstück B der untere Teil. Die Inschrift berichtet über die Taten des urartäischen Königs Argišti I. Die Vorderseite von A beginnt mit einem  Bericht Argištis über den Feldzug gegen den König von Utruburši, gegen das Land Diaueḫe und die Unterwerfung des Königs von Panulua, der sich vor Argisti niederwarf. Die folgenden Zeilen erwähnen einen erneuten Feldzug gegen Diaueḫe.
Auf der Rückseite von Bruchstück B findet sich der Bericht über die Feldzüge Argistis gegen Diaueḫe und seine Verbündeten.
Zeile 33–40: „Argišti spricht: Die Könige, welche dem König von Diaueḫe zur Hilfe kamen: drei Jahre nacheinander führte ich Krieg mit dem Land Luša, dem Land Katarza, dem Volk Eriaḫi, dem Volk Uiteruḫi.“ Er berichtet über seinen Feldzug in das (Land) Abunis und dass er den  König (des Landes) Luša entmachtet habe. „Den König des Landes Iga habe ich unterjocht. Ich blieb am Ort, er gab dem König Argišti Tribut.“ Damit endet der erhaltene Teil der Inschrift.